# Vama (Satu Mare)
Vama (in ungherese Vámfalu) è un comune della Romania di 3 807 abitanti, ubicato nel distretto di Satu Mare, nella regione storica della Transilvania.